# The Nozzle
The Nozzle (englisch für Die Düse) ist eine Engstelle im unteren Abschnitt des Darwin-Gletschers in der antarktischen Ross Dependency. Sie liegt in der Umgebung des Diamond Hill an der Hillary-Küste und führt zu Aufwerfungen der hier gestauchten Eismassen des Gletschers.
Ihren deskriptiven Namen erhielt die Engstelle durch diejenige Mannschaft der Commonwealth Trans-Antarctic Expedition (1955–1958), die den Darwin-Gletscher erkundete.